# 森野宗玉
森野 宗玉（もりの そうぎょく、生没年不詳）は、江戸時代の彫師、浮世絵師。

## 来歴
彫師であったが絵師も兼ね、明和のころに絵暦や子供絵を描いている。画風は鈴木春信風とされ、春信の門人ではなかったかといわれる。落款には「森宗」と名を略して記している。

## 作品
- 「金時」　細判錦絵
- 「陬月」　摺物
- 「春」（駕籠乗美人の図）　小判錦絵